# Kozłów Biskupi (gmina)
Kozłów Biskupi (od 1973 Nowa Sucha) – dawna gmina wiejska istniejąca do 1954 roku w woj. warszawskim. Nazwa gminy pochodzi od wsi Kozłów Biskupi, lecz siedzibą władz gminy był Sochaczew, który stanowił odrębną gminę miejską i ponadto mieścił siedzibę wiejskiej gminy Chodaków.
W okresie międzywojennym gmina Kozłów Biskupi należała do powiatu sochaczewskiego w woj. warszawskim. Po wojnie gmina zachowała przynależność administracyjną. Według stanu z 1 lipca 1952 roku gmina Kozłów Biskupi składała się z 34 gromad. Jednostka posiadała eksklawę na terenie gminy Szymanów.
Gminę zniesiono 29 września 1954 roku wraz z reformą wprowadzającą gromady w miejsce gmin. Jednostki nie przywrócono 1 stycznia 1973 roku po reaktywowaniu gmin, utworzono natomiast jej terytorialny odpowiednik, gminę Nowa Sucha.